# Andreas Meklau
Andreas Meklau (Bruck an der Mur, 7 giugno 1967) è un pilota motociclistico austriaco ritiratosi dall'attività agonistica.

## Carriera
Nel 1992 vince il campionato austriaco della classe Superbike con una Ducati, nella stessa stagione si classifica al tredicesimo posto nel campionato europeo Superbike. Nel 1993 ha gareggiato nel motomondiale in sella ad una ROC Yamaha nella classe 500, disputando 14 Gran Premi e raccogliendo al termine dell'annata 3 punti nella classifica finale.
Si è  dedicato poi principalmente al mondiale Superbike, correndo per team privati con motociclette Ducati e vincendo la sua prima ed unica gara iridata in occasione della stagione 1993. Il miglior risultato risale al 1994 quando arrivò 6º nella classifica generale del campionato Mondiale Superbike. Nel 1996 vince per la seconda volta il campionato austriaco della Superbike, mentre nel 1998 vince il campionato tedesco della stessa classe. Nel 1997 prende parte al Gran Premio di Hockenheim nel campionato mondiale Supersport; in sella ad una Ducati termina la gara al ventesimo posto, senza ottenere punti validi per la classifica.
Dal 2003, salvo sporadiche presenze nel campionato Mondiale Superbike del 2004 si dedica esclusivamente al campionato Tedesco ed a quello austriaco della stessa categoria, nella stagione 2008 partecipa con una Suzuki GSX-R 1000 del team Suzuki International Europe. Proprio nel 2008 vince il suo terzo campionato austriaco della classe Superbike, ripetendosi anche nelle stagioni: 2009 (in Superstock 1000) , 2010, 2011 (vince sia in Superbike ma anche in Superstock 1000) e nel 2013. In totale sono 9 i campionati nazionali vinti da Meklau, 8 austriaci ed uno tedesco. Nel 2012 partecipa al campionato Europeo Velocità Stock 1000, svoltosi in gara unica ad Albacete, dove si classifica in tredicesima posizione.

## Risultati in gara

### Campionato mondiale Superbike
| 1991 | Moto  |  |  |    |    |  |  |  |  |    |    |  |  |  |  |  |  |  |  |    |    |    |    |     |     |  |  | Punti | Pos. |
| ---- | ----- |  |  | -- | -- |  |  |  |  | -- | -- |  |  |  |  |  |  |  |  | -- | -- | -- | -- | --- | --- |  |  | ----- | ---- |
| 1991 | Honda |  |  | NP | NP |  |  |  |  | 24 | 24 |  |  |  |  |  |  |  |  | NQ | NQ | NP | NP | Rit | Rit |  |  | 0     |      |

| 1992 | Moto   |    |    |     |    |    |     |  |  |  |  |    |    |    |    |  |  |  |  |    |    |    |    |  |  |  |  | Punti | Pos. |
| ---- | ------ | -- | -- | --- | -- | -- | --- |  |  |  |  | -- | -- | -- | -- |  |  |  |  | -- | -- | -- | -- |  |  |  |  | ----- | ---- |
| 1992 | Ducati | NQ | NQ | Rit | 25 | 13 | Rit |  |  |  |  | 12 | 13 | 19 | 17 |  |  |  |  | 23 | 13 | 21 | 18 |  |  |  |  | 13    | 36º  |

| 1993 | Moto   |  |  |  |  |  |  |  |  |   |   |  |  |  |  |  |  |  |  |  |  |  |  |   |   |   |   | Punti | Pos. |
| ---- | ------ |  |  |  |  |  |  |  |  | - | - |  |  |  |  |  |  |  |  |  |  |  |  | - | - | - | - | ----- | ---- |
| 1993 | Ducati |  |  |  |  |  |  |  |  | 1 | 3 |  |  |  |  |  |  |  |  |  |  |  |  | 7 | 7 | 7 | 7 | 63,5  | 15º  |

| 1994 | Moto   |    |     |     |    |    |    |   |   |   |   |   |   |   |     |   |    |   |    |   |   |    |    |  |  |  |  | Punti | Pos. |
| ---- | ------ | -- | --- | --- | -- | -- | -- | - | - | - | - | - | - | - | --- | - | -- | - | -- | - | - | -- | -- |  |  |  |  | ----- | ---- |
| 1994 | Ducati | 15 | Rit | Rit | 10 | 10 | 10 | 7 | 4 | 2 | 2 | 6 | 5 | 9 | Rit | 9 | 12 | 6 | NP | 7 | 9 | 14 | 10 |  |  |  |  | 148   | 6º   |

| 1995 | Moto   |     |    |    |   |     |    |     |   |   |   |   |     |    |     |     |    |    |    |    |     |   |    |    |    |  |  | Punti | Pos. |
| ---- | ------ | --- | -- | -- | - | --- | -- | --- | - | - | - | - | --- | -- | --- | --- | -- | -- | -- | -- | --- | - | -- | -- | -- |  |  | ----- | ---- |
| 1995 | Ducati | Rit | 11 | 11 | 7 | Rit | 14 | Rit | 9 | 8 | 7 | 6 | Rit | 18 | Rit | Rit | 17 | 16 | 18 | 13 | Rit | 8 | 10 | 18 | 18 |  |  | 72    | 13º  |

| 1996 | Moto   |     |    |  |  |    |    |    |    |    |    |  |  |  |  |  |  |  |  |    |    |    |    |  |  |  |  | Punti | Pos. |
| ---- | ------ | --- | -- |  |  | -- | -- | -- | -- | -- | -- |  |  |  |  |  |  |  |  | -- | -- | -- | -- |  |  |  |  | ----- | ---- |
| 1996 | Ducati | Rit | NP |  |  | 13 | 11 | 12 | 11 | 12 | 12 |  |  |  |  |  |  |  |  | 16 | 10 | NP | 17 |  |  |  |  | 31    | 18º  |

| 1997 | Moto   |   |    |  |  |    |    |    |    |    |     |    |    |  |  |    |   |  |  |  |  |  |  |  |  |  |  | Punti | Pos. |
| ---- | ------ | - | -- |  |  | -- | -- | -- | -- | -- | --- | -- | -- |  |  | -- | - |  |  |  |  |  |  |  |  |  |  | ----- | ---- |
| 1997 | Ducati | 8 | 15 |  |  | 17 | 14 | 10 | 10 | 11 | Rit | NP | NP |  |  | 15 | 8 |  |  |  |  |  |  |  |  |  |  | 40    | 18º  |

| 1998 | Moto   |  |  |  |  |    |   |  |  |     |     |   |   |  |  |  |  |  |  |    |    |  |  |  |  |  |  | Punti | Pos. |
| ---- | ------ |  |  |  |  | -- | - |  |  | --- | --- | - | - |  |  |  |  |  |  | -- | -- |  |  |  |  |  |  | ----- | ---- |
| 1998 | Ducati |  |  |  |  | 11 | 9 |  |  | Rit | Rit | 9 | 9 |  |  |  |  |  |  | 14 | 13 |  |  |  |  |  |  | 31    | 18º  |

| 1999 | Moto   |    |     |    |    |  |  |    |    |    |   |   |    |  |  |  |  |    |    |     |   |   |   |     |   |    |     | Punti | Pos. |
| ---- | ------ | -- | --- | -- | -- |  |  | -- | -- | -- | - | - | -- |  |  |  |  | -- | -- | --- | - | - | - | --- | - | -- | --- | ----- | ---- |
| 1999 | Ducati | 13 | Rit | 10 | 11 |  |  | 12 | 11 | 10 | 8 | 8 | 10 |  |  |  |  | 11 | 12 | Rit | 7 | 8 | 9 | Rit | 6 | 21 | Rit | 94    | 11º  |

| 2000 | Moto   |    |    |     |    |    |    |    |   |     |   |   |   |    |    |    |     |    |     |    |   |     |   |    |    |    |    | Punti | Pos. |
| ---- | ------ | -- | -- | --- | -- | -- | -- | -- | - | --- | - | - | - | -- | -- | -- | --- | -- | --- | -- | - | --- | - | -- | -- | -- | -- | ----- | ---- |
| 2000 | Ducati | 11 | 12 | Rit | 17 | 11 | 12 | 14 | 9 | Rit | 8 | 6 | 8 | 11 | 13 | 11 | Rit | 12 | Rit | 13 | 9 | Rit | 9 | 16 | 12 | 23 | 16 | 91    | 13º  |

| 2004 | Moto   |  |  |  |  |  |  |  |  |    |    |  |  |  |  |  |  |  |  |  |  |  |  |  |  |  |  | Punti | Pos. |
| ---- | ------ |  |  |  |  |  |  |  |  | -- | -- |  |  |  |  |  |  |  |  |  |  |  |  |  |  |  |  | ----- | ---- |
| 2004 | Suzuki |  |  |  |  |  |  |  |  | 13 | 10 |  |  |  |  |  |  |  |  |  |  |  |  |  |  |  |  | 9     | 28º  |

| Legenda | 1º posto        | 2º posto            | 3º posto           | A punti      | Senza punti        | Grassetto – Pole position Corsivo – Giro più veloce |
| Legenda | Gara non valida | Non qual./Non part. | Ritirato/Non class | Squalificato | '-' Dato non disp. | Grassetto – Pole position Corsivo – Giro più veloce |

### Motomondiale
| 1993 | Classe | Moto       |    |    |    |    |    |    |    |    |     |    |    |    |    |     |  | Punti | Pos. |
| ---- | ------ | ---------- | -- | -- | -- | -- | -- | -- | -- | -- | --- | -- | -- | -- | -- | --- |  | ----- | ---- |
| 1993 | 500    | ROC Yamaha | 19 | 21 | 24 | 18 | 24 | 18 | 17 | 13 | Rit | 17 | 18 | 24 | 19 | Rit |  | 3     | 35º  |

| Legenda | 1º posto        | 2º posto            | 3º posto            | A punti      | Senza punti        | Grassetto – Pole position Corsivo – Giro più veloce |
| Legenda | Gara non valida | Non qual./Non part. | Ritirato/Non class. | Squalificato | '-' Dato non disp. | Grassetto – Pole position Corsivo – Giro più veloce |

### Campionato mondiale Supersport
| 1997 | Moto   |  |  |    |  |  |  |  |  |  |  |  | Punti | Pos. |
| ---- | ------ |  |  | -- |  |  |  |  |  |  |  |  | ----- | ---- |
| 1997 | Ducati |  |  | 20 |  |  |  |  |  |  |  |  | 0     |      |

| Legenda | 1º posto        | 2º posto            | 3º posto           | A punti      | Senza punti        | Grassetto – Pole position Corsivo – Giro più veloce |
| Legenda | Gara non valida | Non qual./Non part. | Ritirato/Non class | Squalificato | '-' Dato non disp. | Grassetto – Pole position Corsivo – Giro più veloce |